# Voltammetria di ridissoluzione catodica
La voltammetria di ridissoluzione catodica (o di strippaggio o di stripping, anche abbreviata in CSV dall'inglese cathodic stripping voltammetry) è una tecnica voltammetrica che permette di effettuare analisi quantitative di specie ioniche di sostanze presenti in tracce.
È simile alla voltammetria di ridissoluzione anodica, tranne per il fatto che invece dell'adsorbimento si ha una fase di deposizione; è mantenuto un potenziale ossidativo e la specie ossidata è strippata dall'elettrodo variando il potenziale positivamente.
Questa tecnica è usata per specie ioniche che formano sali insolubili e possono depositarsi vicino all'anodo, cioè l'elettrodo di lavoro, durante la deposizione aumentandone la rilevabilità.
La fase di strippaggio può essere sia lineare, graduale, onda quadra, o a impusi. 